# Blepharizonia
Blepharizonia là một chi thực vật có hoa trong họ Cúc (Asteraceae).

## Loài
Chi Blepharizonia gồm các loài: